# Dubjany
Dubjany (dnes označované jako Dubjanský Dvůr) je zaniklá ves, dnes hospodářský dvůr, ležící na katastrálním území obce Chříč v severovýchodní části okresu Plzeň-sever, 13 km východně od Kralovic.
Poprvé jsou Dubjany připomínány v roce 1360 jako ves s tvrzí. Za husitských válek Táboři a Sirotci při obléhání hradu Libštejn v květnu 1425 vyplenili ves i tvrz. Roku 1548 byla postavena tvrz nová. Nedlouho poté Jan mladší z Lobkovic na Zbiroze prodal Dubjany spolu se Studenou a dvorem v Hlincích Šebestianovi a Oldřichovi Lažanským z Bukové na Chříči. Nově postavená tvrz byla za třicetileté války vypálena.
Ze vsi v současnosti zbyl jen hospodářský dvůr, který byl vybudován po třicetileté válce pravděpodobně v blízkosti pozdější tvrze. Starší tvrz stála na úzké ostrožně nad řekou Berounkou v lokalitě zvané Starý zámek, kde jsou její zbytky v podobě příkopů a zdiva obytného domu.
Do roku 1785 spadal hospodářský dvůr pod dolanskou farnost, později funkci lokálie plnila zámecká kaple sv. Jana Nepomuckého na Chříči.

## Okolí
Severozápadně od Dubjanského Dvora leží Chříč, v lese nad dvorem se nachází přírodní rezervace Dubensko s největším českým tisovým hájem. Pod vsí leží u zaniklého přívozu přes řeku Berounku osada Pod Dubjany, na protějším břehu je pak starobylá ves Zvíkovec.